# Mambusao
Mambusao è una municipalità di quarta classe delle Filippine, situata nella Provincia di Capiz, nella Regione del Visayas Occidentale.
Mambusao è formata da 26 baranggay:
- Atiplo
- Balat-an
- Balit
- Batiano
- Bating
- Bato Bato
- Baye
- Bergante
- Bula
- Bunga
- Bungsi
- Burias
- Caidquid

- Cala-agus
- Libo-o
- Manibad
- Maralag
- Najus-an
- Pangpang Norte
- Pangpang Sur
- Pinay
- Poblacion Proper
- Poblacion Tabuc
- Sinondojan
- Tugas
- Tumalalud